# ブロードウェイ・シアター
ブロードウェイ・シアター（英語: Broadway theater）は、一般にブロードウェイと呼ばれ、ニューヨーク市マンハッタン区にあるブロードウェイ周辺の劇場を指す。
ロンドンのウェスト・エンド・シアターと並び、英語圏では最高水準といわれる。
劇場街はニューヨークでも屈指の観光地となっており、北米における商業演劇の事業者団体であるブロードウェイ・リーグによると、2015/16年度の年間観劇者数は13,317,980人、全作品の総興行収入は1,373,253,725米ドルであった。
大多数の上演作品はミュージカルで、歴史家マーティン・シェフターによって「ブロードウェイ・ミュージカルはリチャード・ロジャースとオスカー・ハマースタインの作品の大団円のように、非常に大きな影響力のあるアメリカ流行文化の様式となった」と評され、ニューヨークがアメリカの文化の中心となる一助となっている。

## 今日のブロードウェイ・シアター

### シアター一覧
| シアター                                               | ショー                                          | 分類                 | 住所                    | 定員 | オープン       | クローズ      |
| ------------------------------------------------------ | ----------------------------------------------- | -------------------- | ----------------------- | ---- | -------------- | ------------- |
| アル・ハーシュフェルド・シアター                       | ムーラン・ルージュ! ザ・ミュージカル            | ミュージカル         | West 45th Street (#302) | 1424 | 2019年7月25日  |               |
| アンバサダー・シアター                                 | シカゴ                                          | ミュージカル         | West 49th Street (#219) | 1120 | 1996年11月14日 |               |
| アメリカン・エアラインズ・シアター                     | ドント・ドレス・フォー・ディナー                | プレイ               | West 42nd Street (#229) | 740  | 2012年4月26日  | 2012年6月17日 |
| オーガスト・ウィルソン・シアター                       | キャバレー                                      | ミュージカル         | West 52nd Street (#245) | 1222 |                |               |
| ベラスコ・シアター                                     | エンド・オブ・ザ・レインボー                    | プレイとミュージック | West 44th Street (#111) | 1040 | 2012年4月2日   |               |
| バーナード・B・ジェイコブス・シアター                  | ワンス                                          | ミュージカル         | West 45th Street (#242) | 1101 | 2012年3月18日  |               |
| ブース・シアター                                       | アザー・デザート・シティーズ                    | プレイ               | West 45th Street (#222) | 806  | 2011年11月3日  |               |
| ブロードハースト・シアター                             | 欲望という名の電車                              | プレイ               | West 44th Street (#235) | 1218 | 2012年4月22日  | 2012年8月19日 |
| ブロードウェイ・シアター                               | グレート・ギャツビー                            | ミュージカル         | Broadway (#1681-@52nd)  | 1761 | 2024年4月25日  |               |
| ブルックス・アトキンソン・シアター                     | ペーター・アンド・ザ・スターキャッチャー        | プレイ               | West 47th Street (#256) | 1109 | 2012年4月15日  |               |
| サークル・イン・ザ・スクエア・シアター                 | ゴッドスペル                                    | ミュージカル         | West 50th Street (#235) | 776  | 2011年11月7日  |               |
| コート・シアター                                       | ザ・リオンズ                                    | プレイ               | West 48th Street (#138) | 1102 | 2012年4月26日  |               |
| エセル・バリモア・シアター                             | セールスマンの死                                | プレイ               | West 47th Street (#243) | 1096 | 2012年3月15日  | 2012年6月2日  |
| ユージーン・オニール・シアター                         | ブック・オブ・モルモン                          | ミュージカル         | West 49th Street (#230) | 1108 | 2011年3月24日  |               |
| リリック・シアター                                     | ハリー・ポッターと呪いの子                      | プレイ               | West 42nd Street (#213) | 1829 | 2018年4月22日  |               |
| ジェラルド・シェーンフェルド・シアター                 | ザ・ベスト・マン                                | プレイ               | West 45th Street (#236) | 1093 | 2012年4月1日   | 2012年9月9日  |
| ガーシュウィン・シアター                               | ウィキッド                                      | ミュージカル         | West 51st Street (#222) | 1933 | 2003年10月30日 |               |
| ヘレン・アイズ・シアター                               | ロック・オブ・エイジス                          | ミュージカル         | West 44th Street (#240) | 597  | 2009年4月7日   |               |
| インペリアル・シアター                                 | 良い仕事を得ることができれば                    | ミュージカル         | West 45th Street (#249) | 1435 | 2012年4月24日  |               |
| ジョン・ゴールデン・シアター                           |                                                 | プレイ               | West 45th Street (#252) | 805  | 2023年4月23日  |               |
| ロングエーカー・シアター                               |                                                 | プレイ               | West 48th Street (#220) | 1091 | 2022年10月2日  |               |
| Lunt-Fontanne Theater                                  | スウィーニー・トッド                            | ミュージカル         | West 46th Street (#205) | 1509 | 2023年3月26日  | 2024年5月5日  |
| ライシーアム・シアター                                 | ヴィーナス・イン・ファー                        | プレイ               | West 45th Street (#149) | 943  | 2012年2月7日   | 2012年6月17日 |
| マジェスティック・シアター                             | オペラ座の怪人                                  | ミュージカル         | West 44th Street (#247) | 1609 | 1988年1月26日  | 2023年4月16日 |
| マーキース・シアター                                   | エビータ                                        | ミュージカル         | Broadway (#1535-@45th)  | 1615 | 2012年4月5日   |               |
| ミンスコフ・シアター                                   | ライオンキング                                  | ミュージカル         | West 45th Street (#200) | 1710 | 1997年11月13日 |               |
| ミュージックボックス・シアター                         | 1人の男と2人の砲手                              | プレイ               | West 45th Street (#239) | 1025 | 2012年4月18日  |               |
| ネダーランダー・シアター                               | Newsies                                         | ミュージカル         | West 41st Street (#208) | 1232 | 2012年3月29日  |               |
| ニール・サイモン・シアター                             | MJ                                              | ミュージカル         | West 52nd Street (#250) | 1428 | 2022年2月1日   |               |
| ニュー・アムステルダム・シアター                       | アラジン                                        | ミュージカル         | West 42nd Street (#214) | 1801 | 2014年3月20日  |               |
| パレス・シアター                                       | プリシラ                                        | ミュージカル         | Broadway (#1564-@46th)  | 1743 | 2011年3月20日  | 2012年6月24日 |
| リチャード・ロジャーズ・シアター                       | ハミルトン                                      | ミュージカル         | West 46th Street (#226) | 1380 | 2015年8月6日   |               |
| サミュエル・J・フリードマン・シアター                  | コラムニスト                                    | プレイ               | West 47th Street (#261) | 650  | 2012年4月25日  | 2012年7月1日  |
| シューベルト・シアター                                 | メンフィス                                      | ミュージカル         | West 44th Street (#225) | 1468 | 2009年10月19日 |               |
| スティーブン・ソンドハイム・シアター                   | & Juliet                                        | ミュージカル         | West 43rd Street (#124) | 1055 | 2022年11月17日 |               |
| セントジェームス・シアター                             | ブリング・イット・オン                          | ミュージカル         | West 44th Street (#246) | 1710 | 2012年8月1日   | 2012年10月7日 |
| スタジオ54                                             | ハーヴェイ                                      | プレイ               | West 54th Street (#254) | 1006 | 2012年6月14日  | 2012年8月5日  |
| ビビアン・ボーモント・シアター（リンカーンセンター内） | ウォー・ハウス                                  | プレイ               | West 65th Street (#150) | 1105 | 2011年4月14日  |               |
| ウォルター・カー・シアター                             | ヘイディズタウン                                | ミュージカル         | West 48th Street (#219) | 947  | 2019年4月17日  |               |
| ウィンター・ガーデン・シアター                         | バック・トゥ・ザ・フューチャー:ザ・ミュージカル | ミュージカル         | Broadway (#1634-@50th)  | 1498 | 2023年8月3日   | 2025年1月5日  |